# Río Pilcomayo
Le río Pilcomayo, appelé aussi parfois Araguay, est une rivière située au centre de l'Amérique du Sud, qui constitue le plus long affluent de la rivière Paraguay.

## Étymologie
Le toponyme « pilcomayo » provient du runasimi (quechua) pillku = rouge et mayu = rivière, soit ensemble « la rivière rouge ».
La dénomination guaranie Araguay ou mieux Araguaý signifie quant à elle : ará = perroquet, ara et guaý = rivière, c'est-à-dire pris ensemble « la rivière des perroquets » ou « la rivière des aras ».

## Description du cours
Ce long cours d'eau prend sa source dans la Chiurokho Pampa, secteur de l'altiplano bolivien, au centre-ouest de la Bolivie, dans le sud-est du département d'Oruro. C'est une région relativement plane située entre les mesetas (plateaux) de Livichuco et de los Frailes, à plus ou moins 3 900 mètres d'altitude. En règle générale, il coule vers le sud-est jusqu'à son confluent avec le río Paraguay auquel il donne ses eaux en rive droite, face à la ville d'Asuncion au Paraguay. Après avoir quitté la Bolivie, le río Pilcomayo délimite la frontière entre l'Argentine (province de Formosa) et le Paraguay, tout au long de son cours inférieur, où il traverse le Gran Chaco. Peu avant son embouchure dans le río Paraguay, il longe (rive droite) le parc national argentin Río Pilcomayo.
La longueur du Pilcomayo avoisine les 1 590 km.

## Affluents
- Le río Cachimayu (rive gauche) venu de la région de Sucre en Bolivie
- Le río Pilaya (rive droite) dont l'important bassin versant de 48 000 km2 s'étend surtout en Bolivie et jusqu'aux régions nord-ouest de l'Argentine. 
  - Le río Yura (rive droite)
  - Le río San Juan del Oro (rive gauche) 
    - Le río La Quiaca (rive droite) qui fait frontière entre l'Argentine et la Bolivie, et baigne la ville argentine de La Quiaca.

## Les débits mensuels à la station argentine de Puerto La Paz
Le débit de la rivière a été observé pendant 21 ans (1960-1980) à Puerto La Paz, petite ville de la province de Salta située à près de 200 kilomètres des Andes et donc éloignée de plus ou moins 600 kilomètres du confluent de la rivière avec le río Paraguay,.
À Puerto La Paz, le débit annuel moyen ou module observé sur cette période a été de 188 m3/s pour un bassin versant de 96 000 km2. Plus loin à l'est, il perd une partie de son eau dans la traversée du Gran Chaco à cause des étangs et des canaux artificiels, mais surtout par infiltration. Son débit tombera dès lors à plus ou moins 170 m3/s au niveau de son confluent avec le río Paraguay.
La lame d'eau écoulée dans la portion étudiée de son bassin atteint ainsi le chiffre de 62 millimètres par an.
Le río Pilcomayo est sans conteste un des grands cours d'eau parmi les plus irréguliers au sein du bassin du río Paraná. Le débit des mois de la période des basses eaux est 30 fois inférieur au débit mensuel moyen de la période de crue. Sur cette durée de 21 ans, le débit minimum observé a été de 8 m3/s, tandis que le débit maximal se montait à 1 180 m3/s.

## Exploration
À la fin du XIXe siècle, la rivière fut explorée par le médecin et explorateur français Jules Crevaux (1847-1882). En 1881, il prépara une expédition avec l'astronome Billet, le médecin Bayol et le peintre Rinzel. Son but était d'explorer le río Pilcomayo dans sa traversée du Gran Chaco, qui, exploité, servirait de trait d'union entre la Bolivie et l'Argentine. Fin 1881, il embarqua avec son équipe à destination de Buenos Aires. En mars 1882 il arriva à Tarija, en Bolivie, où il dut s'arrêter à cause de l'état de guerre qui régnait dans la région (guerre du Pacifique). L'équipe alors se sépara, Billet partant au Brésil reconnaître le rio Tocantins et Crevaux, accompagné de 18 hommes, partant rejoindre le Pilcomayo. Le 19 avril, il commença la descente de la rivière. Le 27 avril, arrivé en plein territoire des Indiens Tobas, ceux-ci le firent prisonnier, ainsi que ses compagnons. Deux membres de l'escorte parviendront à s'échapper et raconteront que Jules Crevaux avait été tué et mangé, ainsi que deux autres compagnons, par ces Tobas, alors encore cannibales.

## Pollutions - Pêche
Les eaux du Pilcomayo sont contaminées par les minerais qui sont exploités sur les hauts plateaux, notamment à Sucre et à Potosí, en Bolivie. On y trouve des quantités importantes d'argent, d'arsenic, de cadmium, de mercure, de plomb et de zinc. Certains de ces éléments, tels le cadmium, le mercure, le plomb, sont de redoutables toxiques. Cela n'empêche pas la présence en Bolivie d'une pêcherie de diverses espèces dont le dorado et le pejerrey.

## Galerie

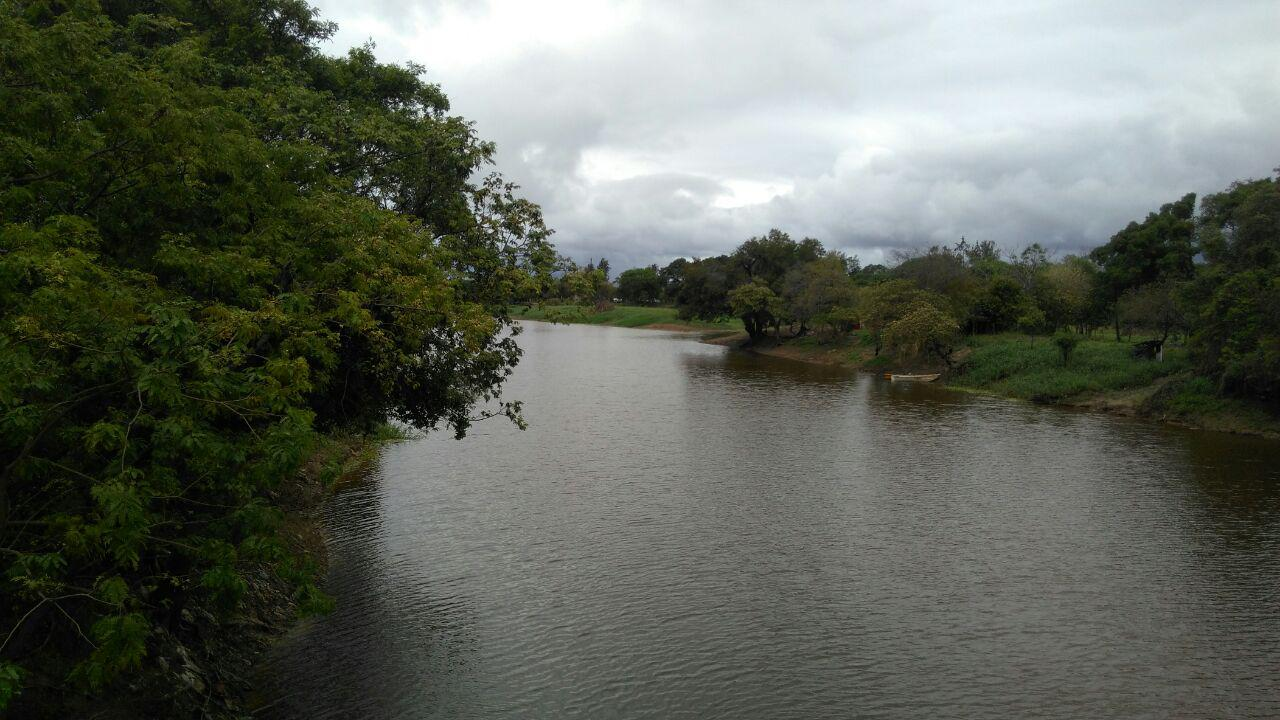
Vue du río Pilcomayo depuis le pont San Ignacio de Loyola.
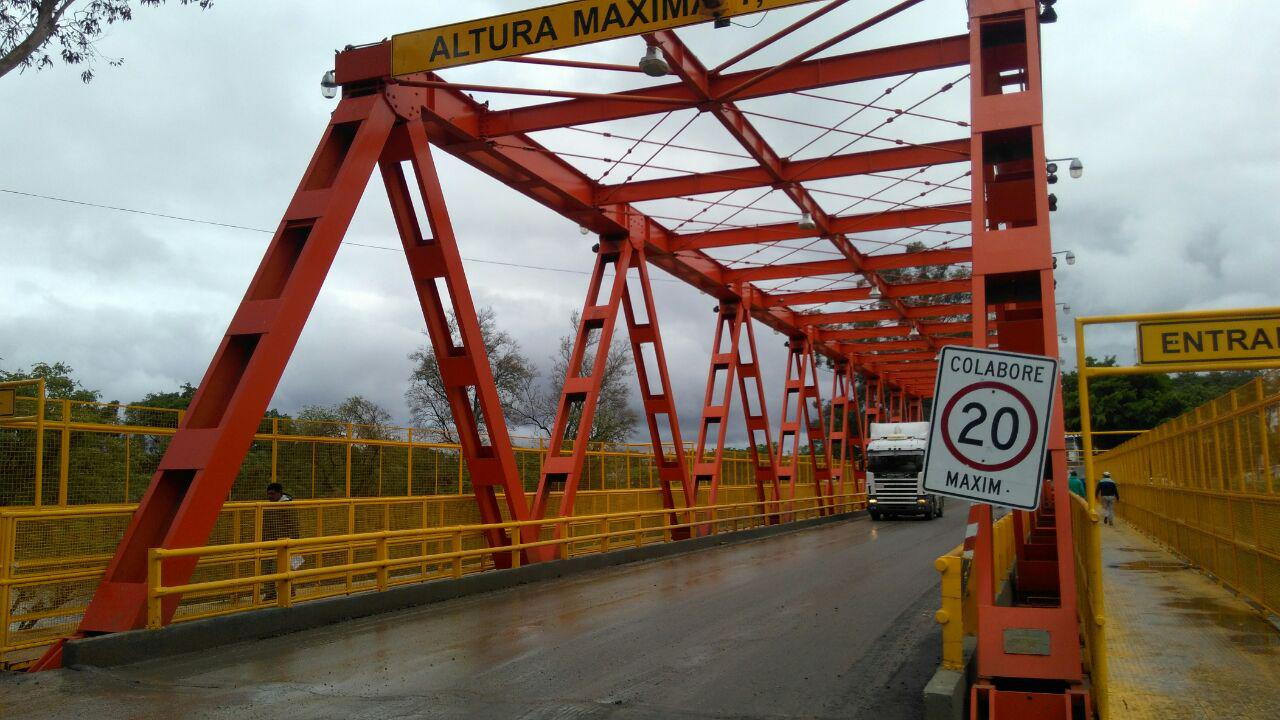
Pont San Ignacio de Loyola entre Clorinda en Argentine et Puerto Falcón au Paraguay.

## Particularités
La fluctuation des méandres du Pilcomayo entre l’Argentine et le Paraguay pose des problèmes de délimitation des frontières puisqu'on ne sait plus à qui attribuer les méandres morts.